# Roy Evans (labdarúgó)
Roy Quintin Echlin Evans (Bootle, 1948. október 4. –) a Liverpool játékosa, majd vezetőedzője 1994 és 1998 között. 1998-ban rövid ideig a francia Gérard Houllier-val közösen vezette a Liverpoolt, de néhány hónap után lemondott. Jelenleg Wales nemzeti csapatának másodedzője.